# Pasquale Di Giovanni
Pasquale Di Giovanni (Napoli, 3 gennaio 1944) è un ex calciatore italiano, di ruolo attaccante.

## Statistiche

La Lazio De Martino 1968-69, Di Giovanni è accosciato: 1º da sinistra

### Presenze e reti nei club
| Stagione       | Club           | Campionato | Campionato | Campionato |
| Stagione       | Club           | Comp       | Pres       | Reti       |
| -------------- | -------------- | ---------- | ---------- | ---------- |
| 1962-63        | Caivanese      | I cat.     | ?          | 22         |
| 1963-64        | Foggia         | B          | 3          | 0          |
| 1964-65        | Foggia         | A          | 0          | 0          |
| 1965-66        | Foggia         | A          | 9          | 1          |
| 1966-67        | Foggia         | A          | 1          | 0          |
| 1967-68        | Alessandria    | C          | 32         | 3          |
| 1968-69        | Lazio          | B          | 0          | 0          |
| 1969-70        | Alessandria    | C          | 24         | 7          |
| 1970-71        | Viterbese      | C          | 10         | 0          |
| Totale Serie A | Totale Serie A |            | 10         | 1          |

## Palmarès
- Campionato italiano di Serie B: 1

Lazio: 1968-1969